# Isla Kabosa
Isla Kabosa es una isla en el archipiélago de Mergui, en el país asiático de Birmania (Myanmar). Se trata de una isla 7 km de largo y más o menos cuadrada, situada en el extremo noroeste del archipiélago a 15 km al norte de la isla Tenasserim. Kabosa es una isla montañosa y boscosa densa con cuatro montañas visibles alcanzando una altura máxima de 396 m.